# Museumshafen Flensburg

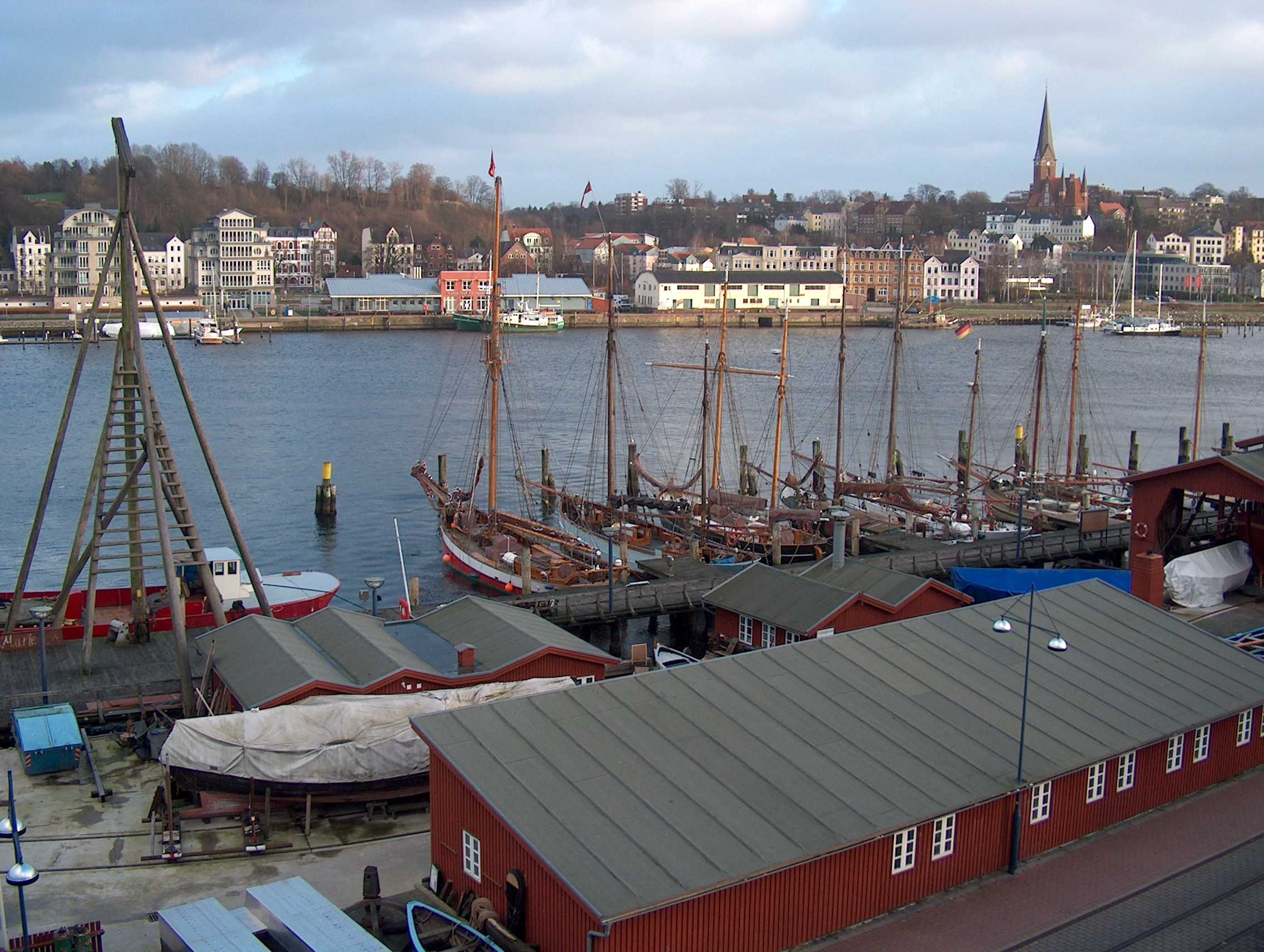
Blick auf den Museumshafen von der Museumswerft aus (2007)

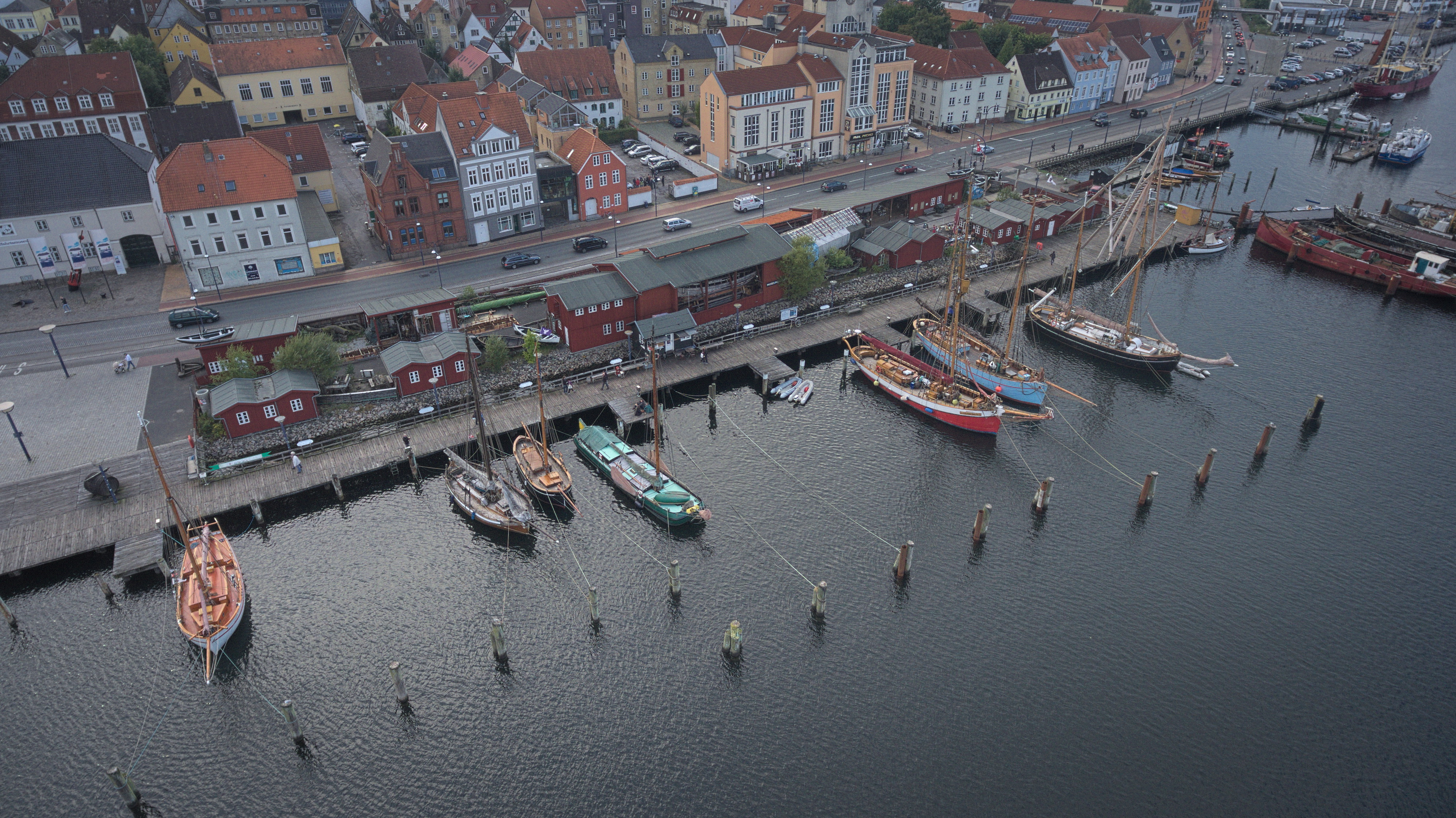
Blick auf den gesamten Museumshafen mit Museumswerft dahinter und dem weiteren Umfeld von oben (2016)

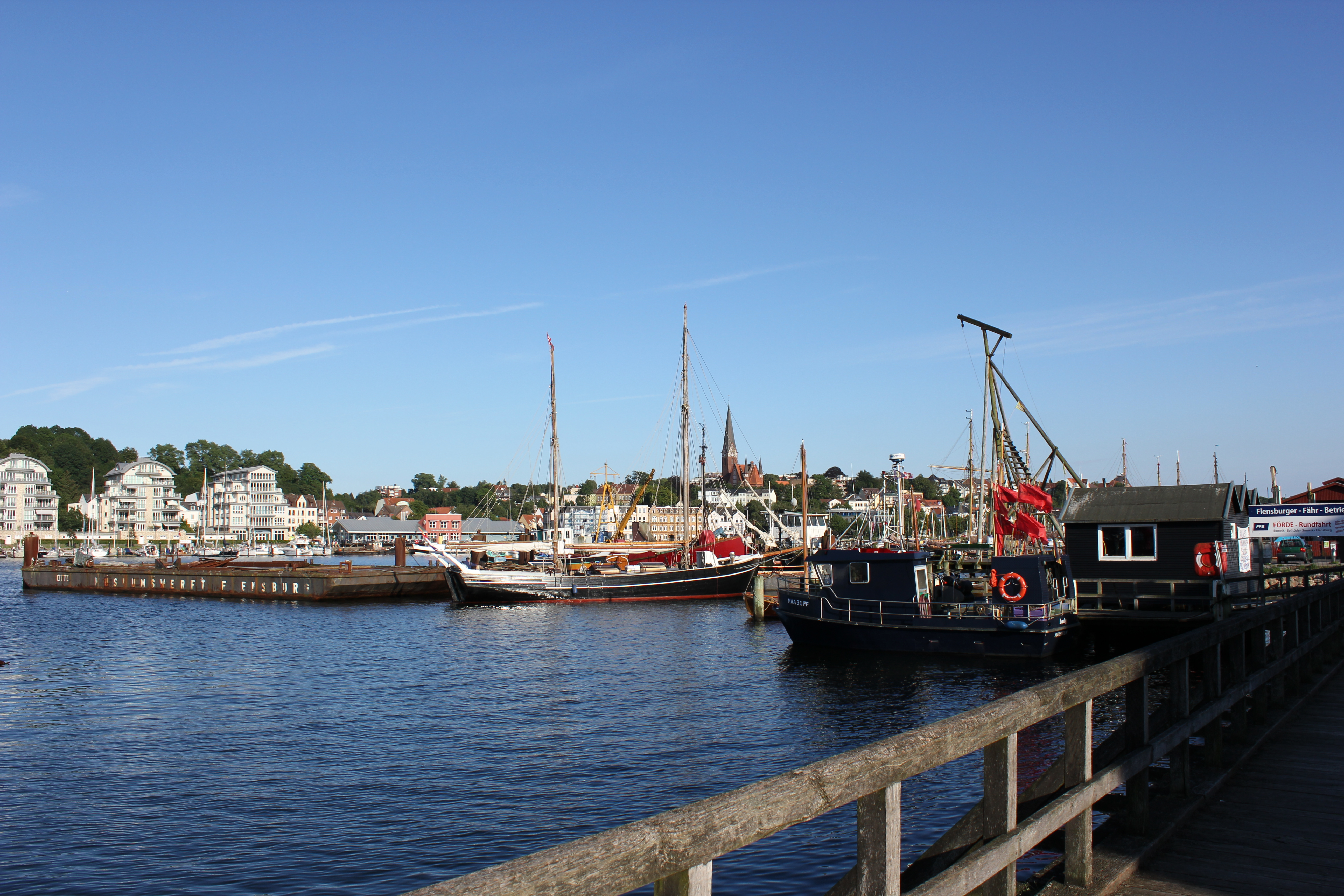
Der Museumshafen von der Seite (2011)

Der Museumshafen Flensburg liegt in unmittelbarer Nähe zum Schifffahrtsmuseum und der Flensburger Museumswerft in der Flensburger Innenstadt am Flensburger Hafen und gehört zum Historischen Hafen der Stadt. Die Anlage des Museumshafens besteht aus der Steganlage, dem Bohlwerk, der darauf befindlichen Wachhütte, der Rekonstruktion des historischen Flensburger Hafenkrans von 1726 zum Setzen oder Ziehen von Masten und Stengen und dem Hafen für offene Fischerboote, dem Lüttfischerhafen.

## Zielsetzung des Vereins
Der „Museumshafen Flensburg e. V.“ ist eine private Initiative und wurde als gemeinnütziger Verein 1979 im Gasthaus Schwarzer Walfisch gegründet mit dem Ziel der Wiederherstellung und Infahrthaltung traditioneller Segelschiffe und anderer historischer Wasserfahrzeuge. Dieser große Bereich wird eingegrenzt auf die segelnden Berufsfahrzeuge der Revier- und Küstenfahrt, d. h. kleine Frachtsegler, Fischereifahrzeuge sowie Dienstfahrzeuge, wie zum Beispiel Zoll-, Lotsen- und Rettungskutter. Der Museumshafen will die traditionell in der Ostsee, in Belten und Sunden, im Kattegat und Skagerrak beheimateten Schiffstypen erhalten und der Öffentlichkeit präsentieren. Übergeordnetes Ziel des Museums ist es, der großen Schifffahrtsgeschichte der Stadt Flensburg Ausdruck zu verleihen und gleichzeitig einen Beitrag zu leisten für die Lebensqualität im Herzen dieser Stadt.
Neben der Erhaltung historischer Segelschiffe als schwimmende und lebendige Baudenkmäler steht die Pflege der Seemannschaft sowie der lebendige Umgang mit alter Schifffahrtskultur in Handwerk und Kunst.

## Museumsschiffe
Es sind etwa zwanzig Schiffe ausgestellt. Darunter befindet sich auch der Haikutter Dagmar Aaen, mit dem Arved Fuchs 2002 die Nordostpassage besegelte. Das 1908 gebaute Passagierdampfschiff Alexandra liegt in unmittelbarer Nähe zum Museumshafen, ist jedoch nicht direkter Bestandteil des Museums, sondern gehört zum Historischen Hafen.

## Maritime Feste

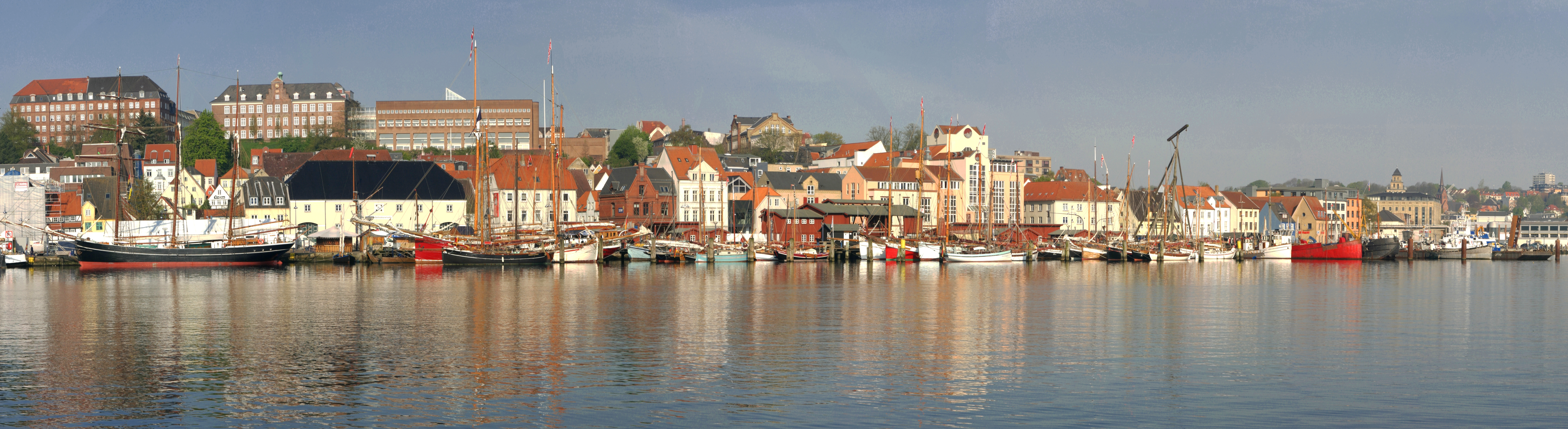
Panorama Flensburger Rumregatta 2008

Der Museumshafen Flensburg ist Veranstalter verschiedener maritimer Feste:
- Rum-Regatta (am Wochenende nach Himmelfahrt): Das größte Treffen traditioneller ehemaliger Arbeitssegelschiffe in Nordeuropa.
- Apfelfahrt (am letzten Ferienwochenende in Schleswig-Holstein): Gemeinsame Fahrt aller Schiffe des Museumshafens nach Glücksburg, um dort, wie zu früheren Zeiten, Äpfel als Fracht zu laden, um diese dann am Bohlwerk des Museumshafens zu verhökern (= verkaufen).
- Grogtörn (26. Dezember): Gemeinsame Fahrt von Museumsschiffen und anderen noch im Wasser befindlichen Booten und Segeljachten[1]

Früher gab es den Silvestertörn (30. Dezember – 1. Januar), eine gemeinsame Fahrt vieler Traditionssegelschiffe aus verschiedenen Museumshäfen (Flensburg, Kappeln, Kiel, Lübeck) nach Ærøskøbing auf der dänischen Insel Ærø.